# トラック (記録媒体)

図1: ディスクの構造。
(A) トラック
(B) （幾何学的）セクタ
(C) トラックセクタ
(D) クラスタ

トラックは、主に磁気ディスクやフロッピーディスクなどコンピュータの補助記憶装置の中の記録単位のこと。
磁気ディスクの場合、1枚の片面が何重にも円になっていて、一番外側なら一番外側の一周が1トラックとなる。ひとつのファイルが2トラックとして、同じ面に存在する場合、ヘッドが磁気面に触れ、ディスクが1回転し1トラック分を読み取り、ヘッドが移動して更に1回転して、もう1トラック分を読み取るという動きをする。
コンパクトディスクでは、内側から外側に向かって1本のトラックが渦巻き状に存在する。